# Desiderius Orbán
Desiderius Orbán či Dezider Orbán, narozený jako Dezső Orbán podle obvyklého maďarského systému Orbán Dezső (26. listopadu 1884 Győr – 4. října 1986 Sydney) byl maďarsko-australský malíř, grafik a pedagog.

## Život
Desiderius Orbán se narodil 26. listopadu 1884 v Győru v Maďarsku v maďarsko-židovské rodině, v raném věku se přestěhoval s rodiči do Budapešti. Studoval na universitě v Budapešti matematiku a fyziku, přitahovalo ho však více výtvarné umění. V roce 1906 odešel do Paříže a začal studovat na pařížské Julianově akademii, kterou však nedokončil. V roce 1909 se vrátil do Budapešti. V roce 1911 byl jedním ze zakládajících členů skupiny Osm. Ve své tvorbě byl ovlivněn malíři jako byli Henri Matisse, Vincent van Gogh či Paul Cézanne.
V roce 1939 odešel před nacisty nejdříve do Londýna a pak do Austrálie, kde se usadil. V Austrálii se mu přesto podařilo prosadit jako výtvarník a také jako pedagog výtvarného umění. Vedl soukromé kurzy a také dlouhá léta působil na univerzitě of New England v Armidale.
Zemřel v Sydney 4. října 1986 ve věku nedožitých 102 let.

## Vybrané výstavy
- 1917 Solo exhibition, Konyves Kalman Gallery, Budapest
- 1923 Helikon Gallery, Budapest
- 1924-31 různé sólo výstavy v Maďarsku, Rumunsku a Československu
- 1943 Notanda Gallery, Sydney
- 1944 Farmer's Blaxland Gallery, Sydney
- 1946 Macquarie Galleries, Sydney; Myer Art Gallery, Melbourne
- 1950 David Jones Art Gallery, Sydney
- 1952, 59 Macquarie Galleries, Sydney
- 1955 John Martin Art Gallery, Adelaide; Bissietta Art Gallery, Sydney
- 1957 Brummels Gallery, Melbourne
- 1960 Newcastle Regional Art Gallery
- 1963 Komon Gallery, Sydney; War Memorial Gallery of Fine Arts, University of Sydney; Douglas Galleries, Brisbane; Ipswich Arts Centre, Queensland
- 1964-68 Komon Gallery, Sydney
- 1969 Retrospective, Newcastle Regional Art Gallery
- 1969 Von Bertouch Galleries, Newcastle; Holdsworth Galleries, Sydney
- 1970, 71 Toorak Art Gallery, Melbourne
- 1972 Reid Gallery, Brisbane; Holdsworth Galleries, Sydney
- 1973 Langsam Galleries, Melbourne; The Sculpture Gallery, Sydney; Reid Gallery, Brisbane; Skinner Gallery, Perth
- 1975 Retrospective, Art Gallery of New South Wales
- 1976 David Sumner Gallery, Adelaide
- 1977 Artarmon Gallery, Sydney
- 1978 Barry Stern Gallery, Sydney; Queen Street Gallery, Sydney
- 1979 Trinity Delmar Gallery, Sydney
- 1979 Masterpiece Gallery, Hobart
- 1980 New South Wales House, London
- 1981 Niagara Lane Gallery, Melbourne

## Ocenění
- 1929 Zlatá medaile, Mezinárodní výstava v Barceloně
- 1975 jmenován Řád britského impéria - OBE za zásluhy o výtvarné umění

## Sbírky
- Hungarian National Gallery, Budapest
- Municipal Art Gallery, Szeged, Hungary
- Nuremberg Museum, Germany
- National Gallery of Australia, Canberra
- Art Gallery of New South Wales, Sydney
- Art Gallery of South Australia, Adelaide
- National Gallery of Victoria, Melbourne
- Queensland Art Gallery, Brisbane
- Tasmanian Museum and Art Gallery, Hobart
- Western Australian Art Gallery, Perth
- Ballarat Fine Art Gallery, Victoria
- Benalla Art Gallery, Victoria
- Geelong Art Gallery, Victoria
- Hamilton Art Gallery, Victoria
- Horsham Regional Art Gallery, Victoria
- Mildura Arts Centre, Victoria
- Newcastle Regional Art Gallery, NSW
- Queen Victoria Museum and Art Gallery, Launceston
- University Art Gallery, University of Melbourne
- Municipal collections: Wollongong, Muswellbrook

### Externí zdroje
- https://cs.isabart.org/person/154219
- "Desiderius Orban", Prints and Printmaking, Australia
- List of Exhibitions at Eva Breuer
- It's an Honour: OBE, Gov't of Australia